# 京成フロンティア企画
京成フロンティア企画株式会社（けいせいフロンティアきかく、英: Keisei Frontier Co., Ltd.）は、広告代理店業やドッグランの運営業務を行う京成グループの企業。

## 概要
京成電鉄子会社の「株式会社京成エージェンシー」が、新京成電鉄子会社の「新京成フロンティア企画株式会社」を2023年4月1日付で吸収合併して成立。
松戸事業所の前身である新京成フロンティア企画株式会社は以前は、「有限会社フロンティア企画」という社名であったが、2005年4月22日に「新京成フロンティア企画」と改称された。当時の会社所在地および現在の松戸事業所の所在地は五香駅ビル内。
吸収合併にあたり、ロゴは旧京成エージェンシーのものを、社名は旧新京成フロンティア企画のものをそれぞれ踏襲している。

## 歴史
- 1997年（平成9年）7月1日 - 京成電鉄の広告代理店子会社として株式会社京成エージェンシーを設立。
- 2000年（平成12年）10月30日 - 新京成電鉄の広告代理店子会社として有限会社フロンティア企画を設立。
- 2003年（平成15年）
  - 3月20日 - 有限会社フロンティア企画がフロンティア企画株式会社に改組。
  - 4月15日 - フロンティア企画が新京成鉄道模型館を開館。
- 2004年（平成16年）9月1日 - フロンティア企画がドッグラン松戸を開業。
- 2005年（平成17年）4月22日 - フロンティア企画株式会社が新京成フロンティア企画株式会社に商号変更。
- 2006年（平成18年）7月15日 - ドッグラン松戸の自然エリア内に新しく大型犬・中型犬用エリアが新設。
- 2012年（平成24年）4月8日 - 新京成フロンティア企画が新京成鉄道模型館を閉館。
- 時期不詳 - ドッグラン松戸が新京成ドッグラン松戸に改称。
- 2023年（令和5年）4月1日 - 株式会社京成エージェンシーが新京成フロンティア企画株式会社を吸収合併し京成フロンティア企画株式会社に商号変更。
- 2025年（令和7年）4月1日 - 新京成ドッグラン松戸が京成ドッグラン松戸に改称。

## 業務
広告代理店業
京成グループの電車、バス及び駅設置のデジタルサイネージの広告を取り扱う。京成電鉄・北総鉄道および新京成グループ以外のバス各社向けを日暮里事業所が、新京成グループ向けを松戸事業所が扱っていた。
京成ドッグラン松戸
松戸市高塚新田にある犬を運動させるための施設。利用は有料。通常犬を外で散歩させる場合リード（引き綱）をつけなければならないが、ここではリードを外して犬を運動させることが可能である。但し、犬を充分に場所に慣らしてからにしなければならない。小型犬、中型犬、大型犬でエリアが分かれている。

### 過去の業務
新京成鉄道模型館
2003年4月15日開館、2012年4月8日閉館。上本郷駅ビル内にあった。入場は無料。N・HOゲージのレイアウトがあった。模型の運転をする場合は有料。個人所有の模型車両を持ち込むこともできた。グッズ類の発売も行なっていた。詳しくは新京成鉄道模型館を参照。

## 事業所
本社・日暮里事業所
- 東京都台東区根岸2丁目22番1号

松戸事業所
- 千葉県松戸市常盤平5丁目19番1号 五香駅西口ビル4階

京成ドッグラン松戸
- 千葉県松戸市高塚新田18番5号